# Pachycnema pudibunda
Pachycnema pudibunda är en skalbaggsart som beskrevs av Hermann Burmeister 1844. Pachycnema pudibunda ingår i släktet Pachycnema och familjen Melolonthidae. Inga underarter finns listade i Catalogue of Life.